# ورزشگاه تله۲ آرنا
ورزشگاه تله۲ آرنا (انگلیسی: Tele2 Arena) یک ورزشگاه فوتبال در استکهلم، سوئد است.
این ورزشگاه که در سال ۲۰۱۳ میلادی تأسیس شده دارای سقف متحرک و ۳۰٬۰۰۰ نفر ظرفیت می‌باشد. ورزشگاه تله۲ آرنا ورزشگاه خانگی باشگاه فوتبال دیورگاردن و باشگاه فوتبال هامارابی است.

## نگارخانه

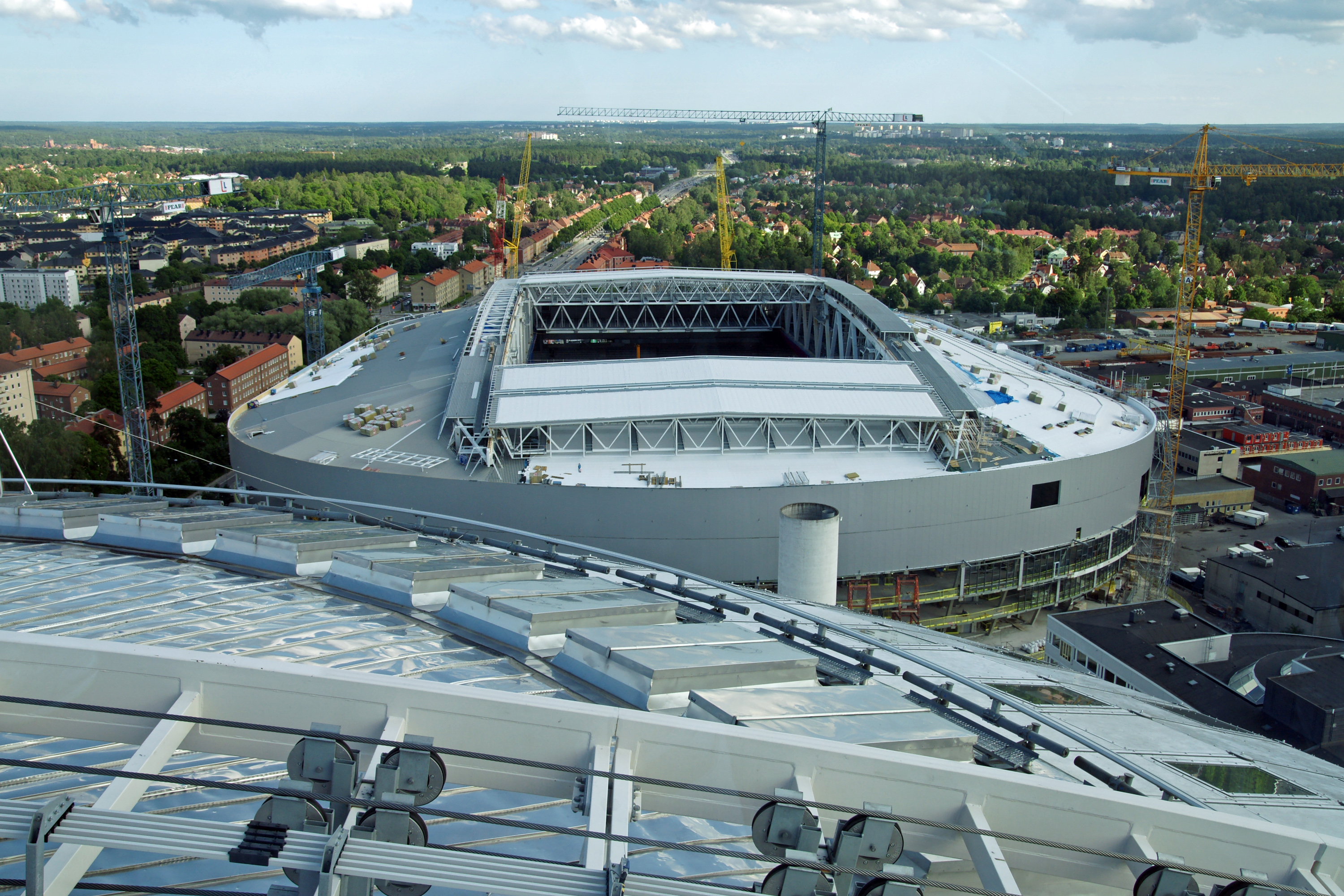
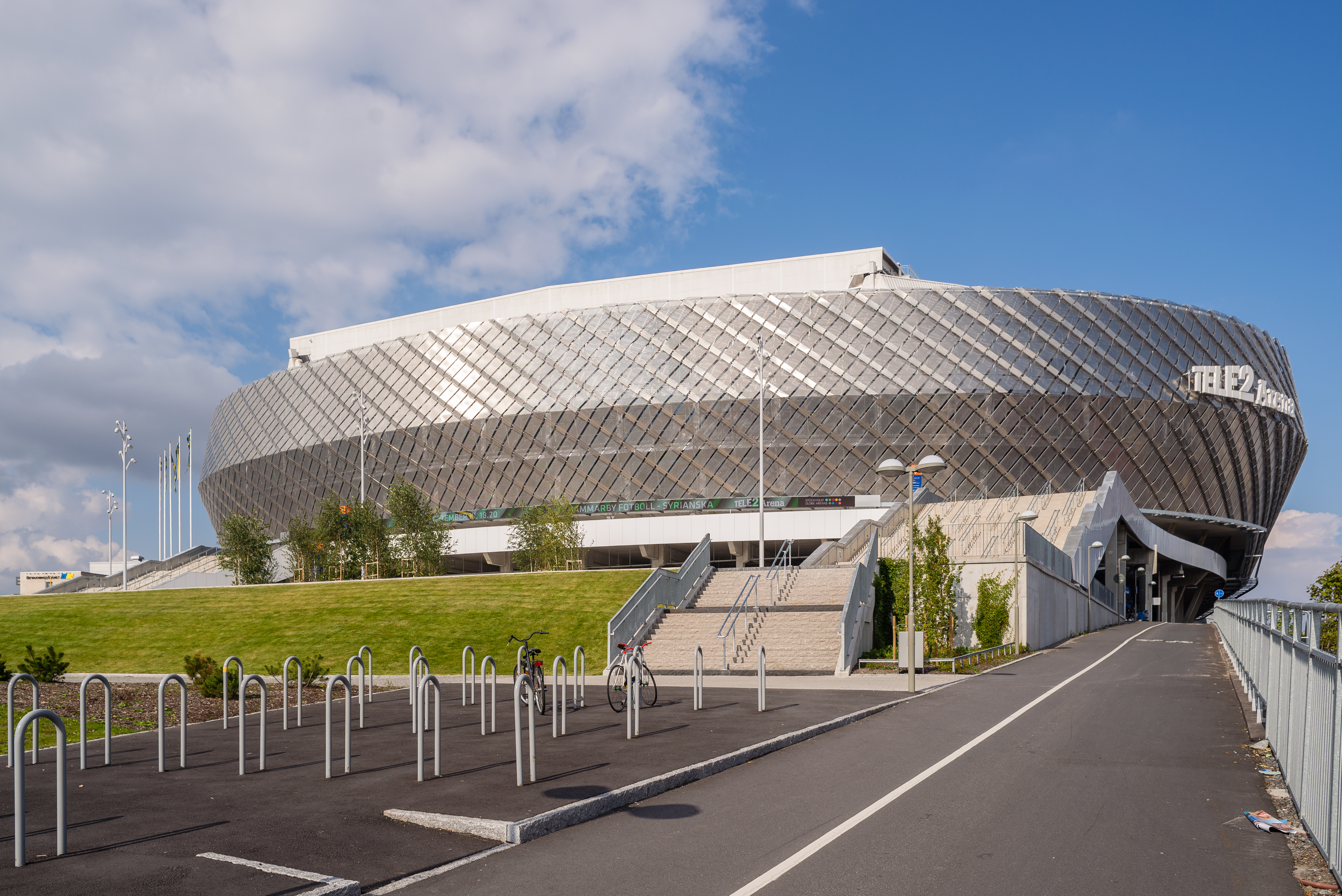
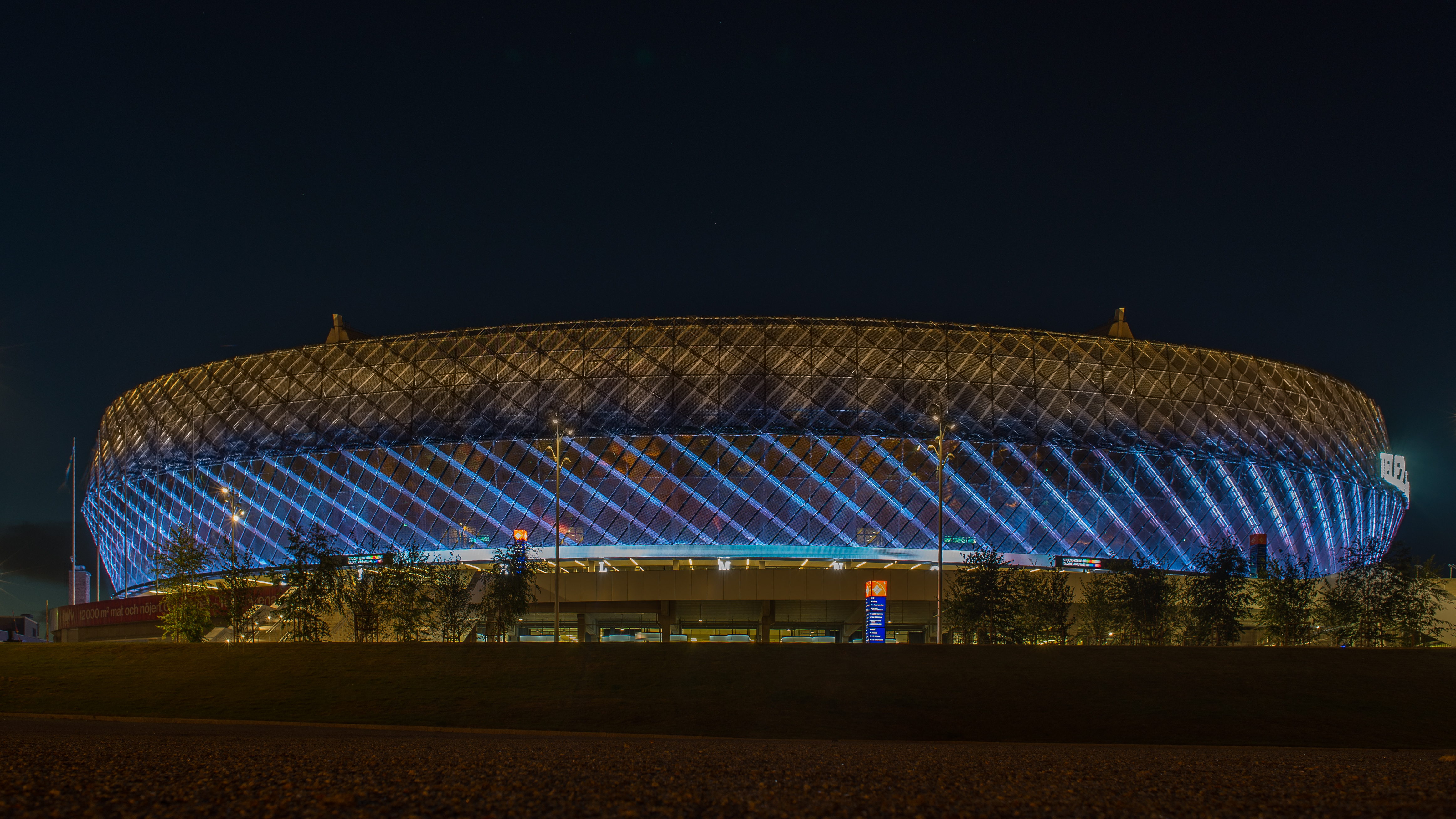
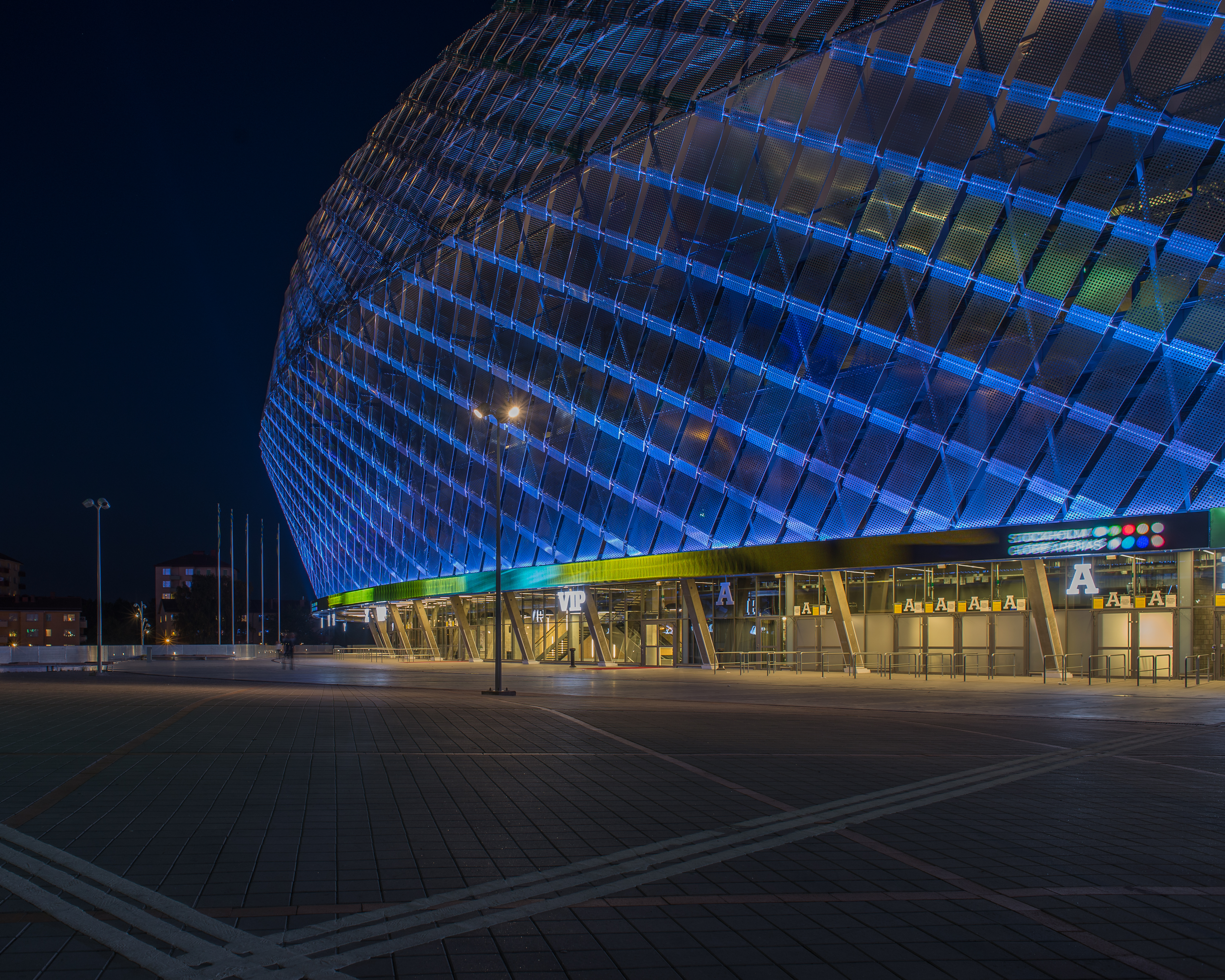
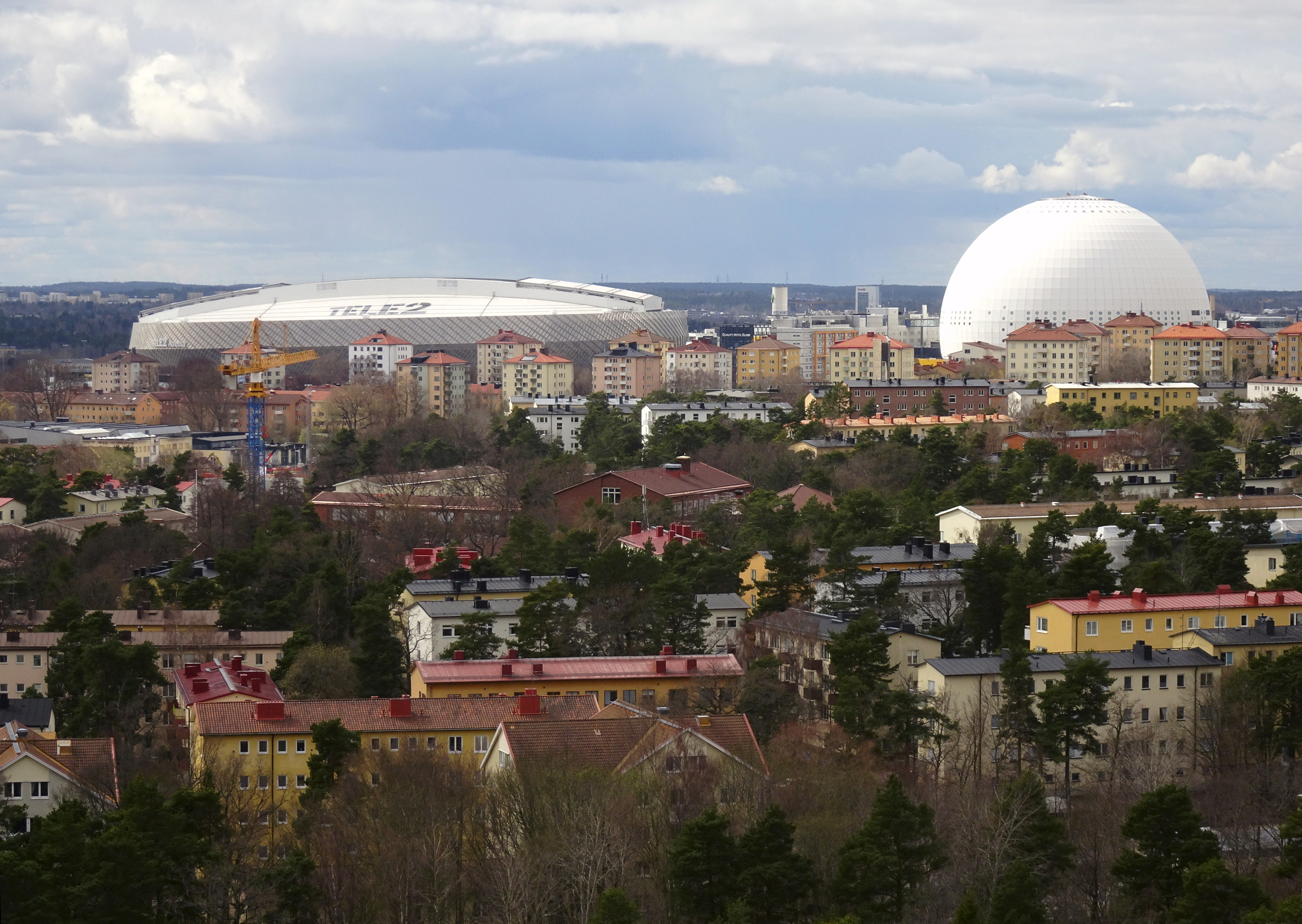
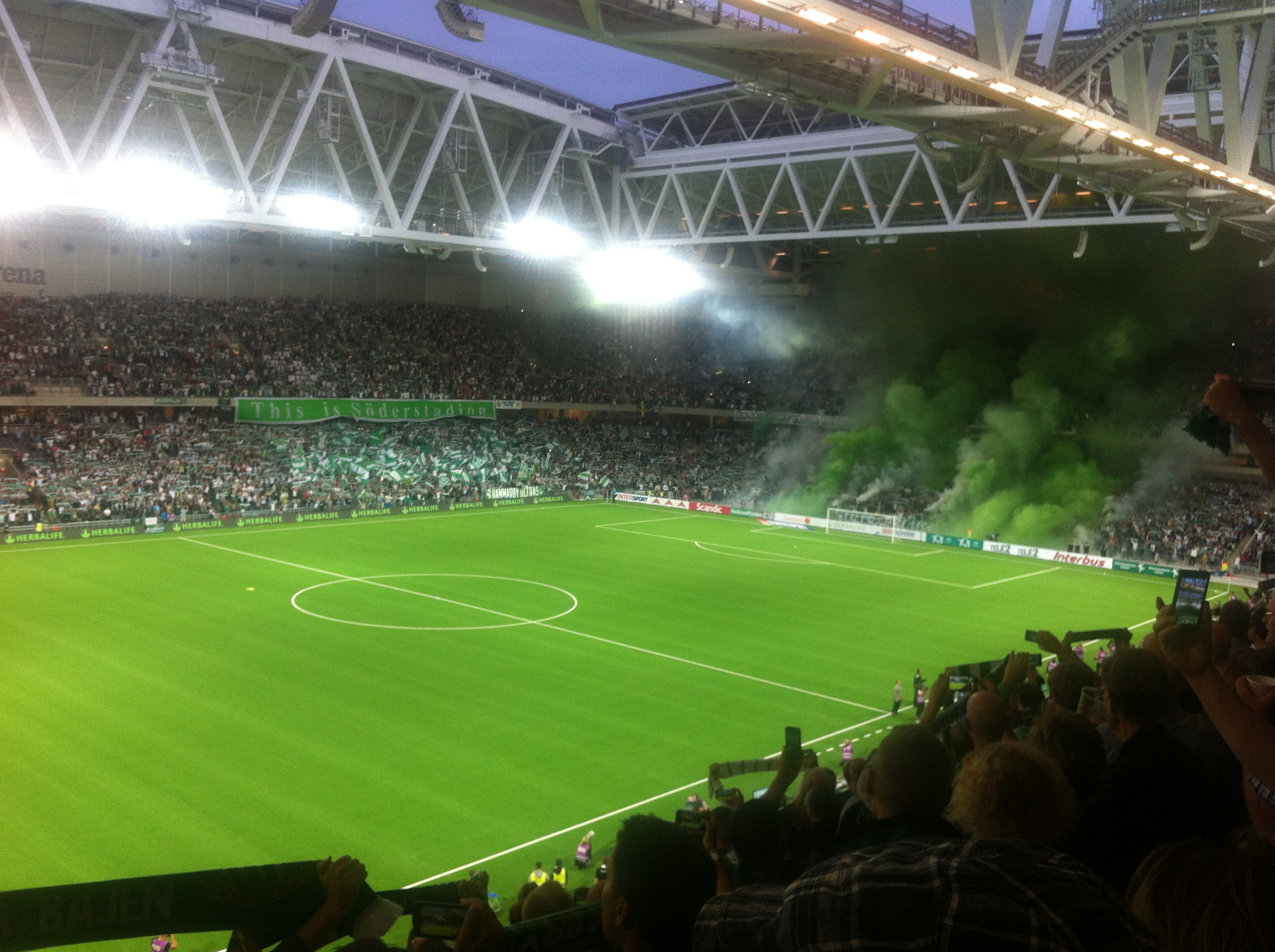